# ریمون آنیل
ریمون آنیل (فرانسوی: Raymond Agnel‎؛ ۲۶ ژوئیه ۱۸۹۳ – ۲۴ نوامبر ۱۹۶۷) فیلم‌بردار اهل فرانسه بود.
از فیلم‌هایی که وی در آن‌ها نقش داشته‌است، می‌توان به مارکیتا و خر بوریدان اشاره نمود.